# ژوزه پراسیو
ژوزه پراسیو (انگلیسی: José Perácio; ۲ نوامبر ۱۹۱۷ – ۱۰ مارس ۱۹۷۷) بازیکن فوتبال اهل برزیل بود.
از باشگاه‌هایی که در آن بازی کرده‌است می‌توان به باشگاه فوتبال فلامینگو و باشگاه فوتبال بوتافوگو اشاره کرد.
وی همچنین در تیم ملی فوتبال برزیل بازی کرده‌است.